# Vitória-ASC/2007
Deze pagina geeft een overzicht van de wielerploeg Vitória-ASC in 2007. 

## Algemeen
Algemeen manager: António Da Silva Campos
Ploegleider: José Augusto Oliveira e Silva
Fietsmerk: Colnago

## Renners
| #  | Naam                         | Geboortedatum | Leeftijd | Nationaliteit | Ploeg 2006              |
| -- | ---------------------------- | ------------- | -------- | ------------- | ----------------------- |
| 1  | Paulo Barroso                | 29-10-1972    | 34       | Portugal      | -                       |
| 2  | Pedro Miguel Fernandes Costa | 20-11-1977    | 29       | Portugal      | -                       |
| 3  | José Manuel de Sousa         | 20-09-1980    | 26       | Portugal      | -                       |
| 4  | Ángel Edo                    | 04-08-1970    | 36       | Spanje        | Andalucia - Paul Versan |
| 5  | Juan Gómis                   | 28-03-1978    | 29       | Spanje        | Comunidad Valenciana    |
| 6  | Micael Isidoro               | 12-08-1982    | 24       | Portugal      | Riberalves - Alcobaça   |
| 7  | José Miguel Martins          | 01-04-1984    | 23       | Portugal      | -                       |
| 8  | NG Yong Li                   | 06-10-1985    | 21       | Maleisië      | geen ploeg              |
| 9  | José Carlos Silva Rodrigues  | 04-07-1978    | 28       | Portugal      | Paredes Rota dos Móveis |
| 10 | Gilberto Joao Sampaio        | 06-08-1981    | 25       | Portugal      | Neoprof                 |
| 11 | Daniel Silva                 | 08-06-1985    | 22       | Portugal      | Carvalhelhos - Boavista |

2005 · 2006 · 2007